# Oostenrijk op het Eurovisiesongfestival 2023

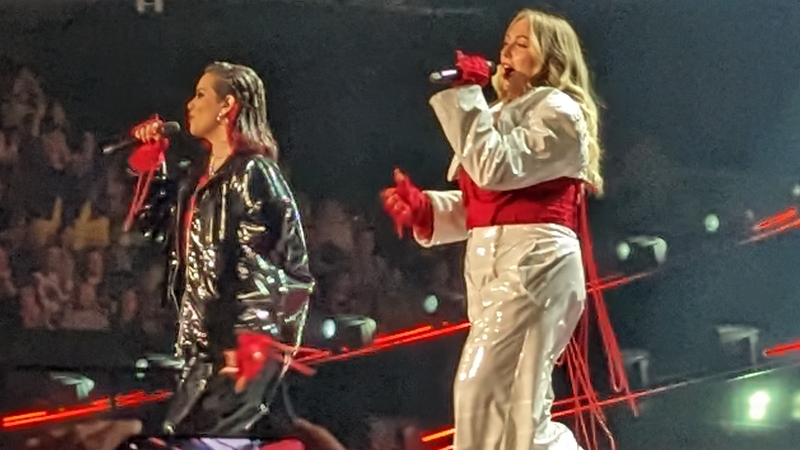
Teya en Salena tijdens de jury finale in Liverpool.

Oostenrijk nam deel aan het Eurovisiesongfestival 2023 in Liverpool, Verenigd Koninkrijk. Het was de 55ste deelname van het land aan het Eurovisiesongfestival. ORF was verantwoordelijk voor de Oostenrijkse bijdrage voor de editie van 2023.

## Selectieprocedure
De Oostenrijkse omroep ORF maakte op 31 januari 2023 bekend dat Teya & Salena Oostenrijk gingen vertegenwoordigen op het 67e Eurovisiesongfestival in Liverpool. Het is voor het eerst dat Oostenrijk een vrouwelijk duo naar het songfestival afvaardigt. De 22-jarige Weense Teya en de 24-jarige Salena uit Stiermarken ontmoetten elkaar twee jaar geleden, toen ze deelnamen aan de ORF-castingshow Starmania 21.
Het nummer werd later onthuld op woensdag 8 maart, op Internationale Vrouwendag. De titel droeg Who The Hell Is Edgar en is geschreven door het duo zelf.

## In Liverpool
Oostenrijk trad aan in de tweede halve finale op donderdag 11 mei. Oostenrijk was op voorhand de favoriet om de tweede halve finale te winnen. Dit lukte niet. Ze werden tweede in de tweede halve finale. In de finale op zaterdag 13 mei opende het duo de show. Dit bleek niet in hun voordeel te spelen, gezien het land slechts de 15de plaats haalde met 120 punten. De Belgische vakjury had wel 12 punten veil voor Oostenrijk.
1957 · 1958 · 1959 · 1960 · 1961 · 1962 · 1963 · 1964 · 1965 · 1966 · 1967 · 1968 · 1969-1970 · 1971 · 1972 · 1973-1975 · 1976 · 1977 · 1978 · 1979 · 1980 · 1981 · 1982 · 1983 · 1984 · 1985 · 1986 · 1987 · 1988 · 1989 · 1990 · 1991 · 1992 · 1993 · 1994 · 1995 · 1996 · 1997 · 1998 · 1999 · 2000 · 2001 · 2002 · 2003 · 2004 · 2005 · 2006 · 2007 · 2008-2010 · 2011 · 2012 · 2013 · 2014 · 2015 · 2016 · 2017 · 2018 · 2019 · 2020 · 2021 · 2022 · 2023 · 2024 · 2025
Albanië · Armenië · Australië · Azerbeidzjan · België · Cyprus · Denemarken · Duitsland · Estland · Finland · Frankrijk · Georgië · Griekenland · Ierland · IJsland · Israël · Italië · Kroatië · Letland · Litouwen · Malta · Moldavië · Nederland · Noorwegen · Oekraïne · Oostenrijk · Polen · Portugal · Roemenië · San Marino · Servië · Slovenië · Spanje · Tsjechië · Verenigd Koninkrijk · Zweden · Zwitserland